# Lee Soon-jae
Lee Soon-jae (Hangul= 이순재, Hanja= 李順載, RR= I Sun-jae), es un veterano y reconocido actor de cine, televisión y teatro surcoreano.

## Biografía
Estudió la licenciatura de filosofía en la Universidad Nacional de Seúl (Seoul National University, "SNU"). Tiene una licencia en planificación de seguros.
Fue miembro de la Asamblea Nacional de Corea del Sur.
En 2011 fue nombrado profesor y presidente del recién creado Departamento de Artes Escénicas de la Universidad de Gacheon.
En 2012 obtuvo la corona preciosa de la Orden de Mérito Cultural de Bogwan de tercera clase y en 2018 obtuvo la corona de plata del Orden de Mérito Cultural de Eungwan de segunda clase por su prolífica carrera en la pantalla grande y pequeña como actor.
En 1966 se casó con su novia Choi Hee-jung, la pareja tiene un hijo y una hija.

## Carrera
En noviembre de 2006 se unió al elenco principal de la serie High Kick! donde dio vida a Lee Soon-jae, el duro y estricto patriarca de la familia Lee y un médico que trabaja en su hospital de medicina coreana, hasta el final de la serie en julio de 2017. Soon-jae volvió a dar vida al mismo personaje en High Kick Through The Roof de septiembre de 2009 a marzo de 2010.
En septiembre de 2007 se unió al elenco de la serie Yi San (también conocida como "Lee San, Wind of the Palace") donde interpretó al Rey Yeongjo, el vigéismo primer rey de Corea y el abuelo del futuro Rey Jeongjo (Lee Seo-jin).
El 2 de febrero de 2008 se unió al elenco principal de la serie Mom's Dead Upset (también conocida como "Angry Mom") donde dio vida a Na Chung-bok, el sabio patriarca de 82 años de la familia Na y padre de tres, hasta el final de la serie el 28 de septiembre del mismo año.
En octubre de 2010 se unió al elenco principal de la serie Flames of Desire donde interpretó a Kim Tae-jin, un magnate que construyó su imperio empresarial desde cero y un padre fuerte y carismático con tres hijos y una hija que se encuentra enfrentando otro desafío cuando sus hijos comienzan a luchar por convertirse en el sucesor de su imperio.
Ese mismo mes se unió al elenco de la serie Daemul (también conocida como "Big Thing") donde dio vida a Baek Sung-min, el antiguo presidente de Corea del Sur.
En enero de 2011 se unió al elenco recurrente de la serie My Princess donde interpretó a Park Dong-jae, el abuelo de Park Hae-young (Song Seung-heon) y presidente del Grupo Daehan.
En julio del mismo año se unió al elenco de la serie The Princess' Man donde dio vida a Kim Jong-seo, el brillante Primer Ministro y consejero más confiable del Rey Munjong (Jung Dong-hwan).
En octubre de 2012 se unió al elenco de la serie My Kids Give Me a Headache donde interpretó a Ahn Ho-shik, el patriarca de la familia Ahn.
El 9 de mayo de 2014 se unió al elenco principal de la serie Flower Grandpa Investigation Unit donde dio vida al detective Lee Joon-hyuk, el "cerebro" del grupo, un hombre con una memoria fotográfica que nunca olvida un solo detalle, además de ser conocido por ser egoísta y de corazón frío, hasta el final de la serie el 25 de julio del mismo año.  El actor Choi Jin-hyuk dio vida a Joon-hyuk de adulto joven y Shin Dong-woo de adolescente. En noviembre del mismo año se unió al elenco recurrente de la serie The King's Face donde interpretó a Baek Kyung, el antiguo lector de rostros reales.
En febrero de 2015 se unió al elenco recurrente de la serie Unkind Ladies donde dio vida a Kim Chul-hee, el esposo de Kang Soon-ok (Kim Hye-ja). En julio del mismo año se unió al elenco recurrente de la serie Scholar Who Walks the Night donde interpretó al Rey Hyeonjo, el abuelo del príncipe heredero Lee Yoon (Changmin). El 5 de octubre del mismo año realizó una aparición invitada durant el primer episodio de la serie Six Flying Dragons donde dio vida a Lee Ja-joon, el padre Lee Seong-kye (Chun Ho-jin).
En noviembre de 2017 se unió al elenco de la serie Money Flower, donde interpretó a Jang Kook-hwan, el fundador de la corporación Cheong-A.
En febrero de 2019 se unió al elenco recurrente de la serie Legal High donde dio vida a Goo Se-joong, un abogado notable y el salvador de B&G Law Firm. En septiembre del mismo año se unió al elenco recurrente de la serie Pegasus Market donde interpretó a Kim Dae-ma, el presidente del grupo "Daema".
En octubre de 2020 se unió al elenco recurrente de la serie Do Do Sol Sol La La Sol donde dio vida a Kim Man-bok, donde se hace amigo de Go Ra-ra y Sun Woo-joon.
En marzo de 2021 se anunció que se había unido al elenco principal de la película Hello donde interpretará a In-soo, un anciano que estudia Hangeul para aprender a expresarse antes de su muerte inminente.

## Filmografía

### Series de televisión
| Año         | Título                                  | Personaje                            | Notas                     |
| ----------- | --------------------------------------- | ------------------------------------ | ------------------------- |
| 2024        | Dog Knows Everything                    | Lee Soon-jae                         | [ 21 ] [ 22 ]             |
| 2023        | Family                                  | Kwon Woong-soo                       | [ 23 ]                    |
| 2022        | Detrás de cada estrella                 | Él mismo                             | Aparición especial        |
| 2022        | Again My Life                           | Woo Yong-soo                         |                           |
| 2022        | The Red Sleeve Cuff                     | Adulto Mayor                         | Ep. 17                    |
| 2020        | Do Do Sol Sol La La Sol                 | Kim Man-bok                          |                           |
| 2019        | Vroom Vroom Pegasus Market              | Kim Dae-ma                           | Ep. 1                     |
| 2019        | Pegasus Market                          | Kim Dae-ma                           |                           |
| 2019        | Legal High                              | Goo Se-joong                         |                           |
| 2018        | Live                                    | Padre de Oh Yang-chon                |                           |
| 2017 - 2018 | Money Flower                            | Jang Kook-hwan                       | 24 episodios              |
| 2016        | Yeah, That's How It Is                  | Yoo Jong-chul                        | 54 episodios              |
| 2016        | Dear My Friends                         | -                                    | Invitado                  |
| 2015        | Six Flying Dragons                      | Lee Ja-joon                          | Aparición especial, ep. 1 |
| 2015        | Scholar Who Walks the Night             | Rey Hyeonjo                          |                           |
| 2015        | Make a Woman Cry                        | Kang Tae-hwan                        |                           |
| 2015        | Unkind Ladies                           | Kim Chul-hee / Yang Mi-nam           | [ 25 ] [ 26 ]             |
| 2014 - 2015 | The King's Face                         | Baek Kyung                           |                           |
| 2014        | Drama Festival 2014 - "Turning Point"   | Lee Soon-jae                         | 1 episodio                |
| 2014        | Flower Grandpa Investigation Unit       | Det. Lee Joon-hyuk                   | 12 episodios              |
| 2013 - 2014 | Potato Star 2013QR3                     | Noh Song                             | [ 27 ]                    |
| 2013        | Ugly Alert                              | Na Sang-jin                          |                           |
| 2012 - 2013 | My Kids Give Me a Headache              | Ahn Ho-shik                          |                           |
| 2012 - 2013 | The King's Doctor                       | Ko Joo-man                           |                           |
| 2012        | Late Blossom                            | Kim Man-seok                         | [ 28 ]                    |
| 2012        | The King 2 Hearts                       | Eun Kyu-tae                          |                           |
| 2012        | Korean Peninsula                        | Kang Dae-hyun                        |                           |
| 2011        | A Thousand Kisses                       | Jang Byung-doo                       |                           |
| 2011        | The Princess' Man                       | Kim Jong-seo                         |                           |
| 2011        | My Princess                             | Park Dong-jae                        |                           |
| 2010        | Daemul                                  | Baek Sung-min                        |                           |
| 2010        | Flames of Desire                        | Kim Tae-jin                          |                           |
| 2010        | Coffee House                            | Abuelo de Seo Eun-young              | [ 29 ]                    |
| 2010        | The Miracle of Love                     | Cardiólogo                           |                           |
| 2010        | Stars Falling from the Sky              | Jung-gook                            |                           |
| 2010        | Master of Prescriptions                 | -                                    |                           |
| 2009 - 2010 | High Kick Through The Roof              | Lee Soon-jae                         | 126 episodios             |
| 2009        | Father, Your Place                      | Lee Sung-bok                         | 2 episodios               |
| 2009        | Children of Heaven                      | -                                    |                           |
| 2009        | Queen Seondeok                          | Rey Jinheung                         | Invitado, ep. 1           |
| 2008        | Don't Cry My Love                       | Han Gyu-il                           |                           |
| 2008        | Beethoven Virus                         | Kim Gab-yong (Oboe)                  |                           |
| 2008        | Mom's Dead Upset                        | Na Chung-bok                         | 66 episodios              |
| 2007 - 2008 | Yi San                                  | Rey Yeongjo                          |                           |
| 2007        | Love Isn't Stop - "Ex-lover"            | Sarangyeot                           | 12 episodios              |
| 2007        | When Spring Comes                       | Lee Jae-shik                         |                           |
| 2006 - 2007 | High Kick!                              | Lee Soon-jae                         | 167 episodios             |
| 2006        | The Vineyard Man                        | Lee Byung-dal                        |                           |
| 2005        | A Love to Kill                          | -                                    | Invitado                  |
| 2005        | Bride from Hanoi                        | Padre de Song Il-ran                 |                           |
| 2005        | Princess LuLu                           | Go Duk-soo                           |                           |
| 2005        | The Post Horse Curse                    | -                                    |                           |
| 2005        | My Sweetheart, My Darling               | Jang Yoon-jae                        |                           |
| 2004        | Immortal Admiral Yi Sun-sin             | Yi Hwang                             |                           |
| 2004        | The Land                                | Maestro Kim                          |                           |
| 2004        | The Age of Heroes                       | Abuelo de Chun Tae-san               |                           |
| 2004        | Hot Tropical Nights in December         | Dr. Min Tae-joon                     |                           |
| 2004        | Sweet 18                                | Kwon Jin-sa                          |                           |
| 2003        | Escape from Unemployment                | Hwang Choon-beom                     |                           |
| 2003        | A Problem At My Younger Brother’s House | Park Man-bo                          |                           |
| 2003        | Pearl Necklace                          | Hwang Man-gap                        |                           |
| 2003        | My Fair Lady                            | Moon Dae-cha                         |                           |
| 2002 - 2003 | Rustic Period                           | Won Do-in                            |                           |
| 2002        | 너희가 나라를 아느냐                    | Choi Ik-hyun                         |                           |
| 2002        | Jang Hee Bin                            | Song Si-yeol                         |                           |
| 2002        | Hyun-jung, I Love You                   | Kim Jae-hwa                          |                           |
| 2002        | Who's My Love                           | Kim Duk-bae                          |                           |
| 2002        | Present                                 | -                                    |                           |
| 2001 - 2002 | Sangdo                                  | Park Joo-myung                       |                           |
| 2001        | Way of Living: Couple                   | Gi In-jong                           |                           |
| 2001        | Guardian Angel                          | Kang Doo-shik                        |                           |
| 2001        | Orient Theater                          | Wakejima                             |                           |
| 2001        | Still Love                              | Park Hoe-jang                        |                           |
| 2000        | The Aspen Tree                          | -                                    |                           |
| 2000        | Housewife's Rebellion (Ajumma)          | Jang Gi-baek                         |                           |
| 2000        | I Want To Keep Seeing You               | Kim Eui-kyung                        |                           |
| 2000        | Mr. Duke                                | Presidente Jang                      |                           |
| 1999        | Hur Jun                                 | Dr. Yoo Tae-ui                       |                           |
| 1999        | The Last War                            | Padre de Ji Soo                      |                           |
| 1999        | People's House                          | Shim Joo-sa                          |                           |
| 1998        | The Solid Man                           | Abuelo de So-yeon                    |                           |
| 1998        | I Only Know Love (사랑밖엔 난 몰라)     | -                                    |                           |
| 1998        | Panther of Kilimanjaro                  | Maestro Noh                          |                           |
| 1998        | Three Kim Generation                    | Yun Bo-seon                          |                           |
| 1998        | See and See Again                       | Director Park                        |                           |
| 1997        | 불 붙은 난간                            | Jung Joon                            |                           |
| 1997        | Only You                                | Heo Jang-gap                         | 127 episodios             |
| 1997        | 욕망                                    | Song Il-young                        |                           |
| 1997        | Palace of Dreams                        | Ji Won-ho                            |                           |
| 1997        | Because I Love You                      | -                                    |                           |
| 1996        | Sometimes Like Strangers                | CEO Park                             |                           |
| 1996        | Wonji-dong Blues                        | Choi Ik-sam                          |                           |
| 1995        | Korea Gate                              | Yun Bo-seon                          |                           |
| 1995        | Men of the Bath House                   | Kim Bok-dong                         | 83 episodios              |
| 1994        | Farewell                                | Padre de Shin-wook                   |                           |
| 1994        | Ambition                                | Yoo Yeok-gwan                        |                           |
| 1993        | The Third Republic                      | Yun Bo-seon                          |                           |
| 1993        | How's Your Husband?                     | Presidente Chun                      |                           |
| 1991        | Kyoto at 25                             | CEO Ishida                           |                           |
| 1991        | What Is Love?                           | Lee Byung-ho                         |                           |
| 1991        | Mirror of Eastern Medicine              | Yoo Ui-tae                           | 14 episodios              |
| 1990        | 파천무                                  | Kim Jongseo                          |                           |
| 1990        | Betrayal of the Rose                    | Kim Won-il                           |                           |
| 1989        | Mt. Jiri                                | -                                    |                           |
| 1989        | 천명                                    | -                                    |                           |
| 1989        | The Second Republic                     | Yun Bo-seon                          | 41 episodios              |
| 1987        | 사모곡                                  | -                                    |                           |
| 1986        | 그대의 초상                             | -                                    |                           |
| 1985        | Silver Rapids                           | -                                    |                           |
| 1985        | 열망                                    | Fundador de Samchonri Industrial     |                           |
| 1984        | 내 사랑 아직도 끝나지 않았네            | -                                    |                           |
| 1984        | 겨울에 심은 나무                        | Experto en Teología de la Liberación |                           |
| 1984        | TV's Tale of Chunhyang                  | -                                    |                           |
| 1983        | 엄마는 바빠요                           | -                                    |                           |
| 1982        | Wind and Cloud                          | Príncipe Heungseon                   | 51 episodios              |
| 1982        | 산하                                    | -                                    |                           |
| 1982        | Ordinary People                         | -                                    |                           |
| 1982        | Crisis                                  | Heungseon Daewongun                  |                           |
| 1981        | 우리에게 축복의 기도를                  | -                                    |                           |
| 1981        | Campfire                                | -                                    |                           |
| 1981        | The 1st Republic                        | Yun Bo-seon                          |                           |
| 1981        | Two Women                               | -                                    |                           |
| 1980        | 아롱이 다롱이                           | -                                    |                           |
| 1978        | 그리워                                  | Director Jubilado                    |                           |
| 1978        | 시집갈때까지는                          | -                                    |                           |
| 1977        | 그건 그려                               | -                                    |                           |
| 1976        | 천여화                                  | -                                    |                           |
| 1975        | Tenacity                                | -                                    | 143 episodios             |
| 1975        | 안개                                    | -                                    |                           |
| 1974        | 사나이들                                | -                                    |                           |
| 1974        | 인목대비                                | Rey Gwanghae                         |                           |
| 1973        | 길                                      | Shin Sang-gu                         |                           |
| 1973        | 재혼                                    | -                                    |                           |
| 1973        | 연화                                    | Min dae-gam                          |                           |
| 1972        | 관부연락선                              | Yoo Tae-rim                          |                           |
| 1970        | 고독한 길                               | -                                    |                           |
| 1970        | 동경유학생                              | -                                    |                           |
| 1970        | Daughter                                | -                                    |                           |
| 1970        | 아씨                                    | -                                    |                           |
| 1970        | Ajumma                                  | Tío de Jang-gu                       |                           |
| 1966        | Live As I Please                        | -                                    |                           |
| 1966        | Mister Bear                             | -                                    |                           |
| 1964        | 눈은 나리는데                           | -                                    |                           |
| 1962        | 나도 인간이 되련다                      | -                                    |                           |

### Películas
| Año  | Título                                                   | Personaje                | Notas                                                                                  |
| ---- | -------------------------------------------------------- | ------------------------ | -------------------------------------------------------------------------------------- |
| 2021 | Hello                                                    | In-soo                   | junto a Kim Hwan-hee y Yoo Sun                                                         |
| 2020 | Mr. Zoo: The Missing VIP                                 | Hamster (voz)            |                                                                                        |
| 2019 | Romang                                                   | Jo Nam-bong              | junto a Jung Young-sook, Jo Han-chul, Bae Hae-sun y Yeo Moo-yeong                      |
| 2018 | Intimate Strangers                                       | Padre de Young-bae (voz) |                                                                                        |
| 2018 | Stand By Me                                              | Abuelo de Deok-goo       | junto a Jung Ji-hoon, Jang Gwang, Sung Byung-sook y Cha Soon-bae                       |
| 2017 | The Artist: Reborn                                       | Park Joong-shik          |                                                                                        |
| 2011 | Romantic Heaven                                          | Hombre Adulto (Dios)     | junto a Kim Su-ro, Kim Dong-wook, Kim Ji-won, Shim Eun-kyung, Im Won-hee y Kim Won-hae |
| 2011 | Late Blossom                                             | Kim Man-seok             | junto a Yoon So-jung, Song Jae-ho, Kim Soo-mi, Shin Soo-yeon, Oh Dal-su y Song Ji-hyo  |
| 2009 | Good Morning President                                   | Kim Jung-ho              | [ 33 ]                                                                                 |
| 2006 | Family Matters                                           | Won-jo                   |                                                                                        |
| 2006 | Forbidden Quest                                          | Padre de Kim Yoon-seo    | junto a Han Suk-kyu, Lee Beom-soo, Kim Min-jung, Oh Dal-su y Woo Hyun                  |
| 2005 | My Girl and I                                            | Kim Man-geum             |                                                                                        |
| 1989 | Honeymoon                                                | -                        |                                                                                        |
| 1987 | Forget-me-nots                                           | -                        |                                                                                        |
| 1987 | 0.917 (Subconscious)                                     | -                        |                                                                                        |
| 1986 | Wet Grass and Wet Leaves                                 | -                        |                                                                                        |
| 1984 | I Want to Go                                             | -                        |                                                                                        |
| 1984 | Road to Peace                                            | -                        |                                                                                        |
| 1984 | Holy Mission                                             | -                        |                                                                                        |
| 1983 | The Foolish Woman                                        | -                        |                                                                                        |
| 1983 | Love and Farewell                                        | -                        |                                                                                        |
| 1982 | The Blues of Jong-ro                                     | -                        |                                                                                        |
| 1981 | Forgive Me Once Again Despite Hatred '80'                | -                        |                                                                                        |
| 1981 | Goodbye Daddy '81                                        | -                        |                                                                                        |
| 1980 | Son of a Man                                             | Profesor Bae             | junto a Hah Myung-joong, Joo Sun-tae, Oh Su-mi y Oh Mi-yeon                            |
| 1980 | Mu Hyoup Gum Pung                                        | -                        |                                                                                        |
| 1980 | The Man to be Forgotten                                  | -                        |                                                                                        |
| 1980 | Love Me Once Again Despite Hatred '80                    | -                        |                                                                                        |
| 1980 | Magnificent Experience                                   | -                        |                                                                                        |
| 1980 | Unconditional Love                                       | -                        |                                                                                        |
| 1979 | Admiration of Nights                                     | -                        |                                                                                        |
| 1979 | Pyro-Sonata                                              | -                        |                                                                                        |
| 1979 | Eul-hwa                                                  | -                        |                                                                                        |
| 1979 | Eternal Inheritance                                      | -                        |                                                                                        |
| 1979 | The Terms of Love                                        | -                        |                                                                                        |
| 1979 | Miss Oh's Apartment 2                                    | -                        |                                                                                        |
| 1979 | A Letter From Heaven                                     | -                        |                                                                                        |
| 1978 | Miss Oh's Apartment                                      | -                        |                                                                                        |
| 1978 | Red Gate of Tragedy                                      | -                        |                                                                                        |
| 1978 | Woman in the Fog                                         | -                        |                                                                                        |
| 1978 | Grave Wood                                               | -                        |                                                                                        |
| 1978 | Sadness Under the Sky                                    | -                        |                                                                                        |
| 1978 | With My Older Brother and Sister                         | -                        |                                                                                        |
| 1978 | King Sejong the Great                                    | -                        |                                                                                        |
| 1977 | The Old Manor                                            | -                        |                                                                                        |
| 1977 | Towards The High Place                                   | -                        |                                                                                        |
| 1977 | Little Namgung Dong-ja                                   | -                        |                                                                                        |
| 1977 | Arirang-A                                                | -                        |                                                                                        |
| 1977 | Two Decades as a Woman Journalist                        | -                        |                                                                                        |
| 1976 | I Really Have a Dream                                    | -                        |                                                                                        |
| 1976 | Concentration of Attention                               | Heo Jun                  |                                                                                        |
| 1976 | Mother                                                   | -                        |                                                                                        |
| 1976 | Season of Love                                           | -                        |                                                                                        |
| 1976 | Even I Don't Know My Mind                                | -                        |                                                                                        |
| 1975 | You Become a Star, Too                                   | -                        |                                                                                        |
| 1975 | Wasteland                                                | -                        |                                                                                        |
| 1975 | Yeong-ja's Heydays                                       | Esposo de Yeong-ja       | junto a Yeom Bok-sun, Song Jae-ho, Choi Bool-am y Do Kum-bong                          |
| 1975 | Glory in Ten's                                           | -                        |                                                                                        |
| 1975 | Outing in 10 Years                                       | -                        |                                                                                        |
| 1975 | End of an Affair                                         | -                        |                                                                                        |
| 1975 | Story of the Youth                                       | -                        |                                                                                        |
| 1975 | Escape                                                   | -                        |                                                                                        |
| 1975 | Chang-su's Heydays                                       | -                        |                                                                                        |
| 1975 | A Northwest Youth                                        | -                        |                                                                                        |
| 1974 | The Instinct                                             | -                        |                                                                                        |
| 1974 | A True Story of Kim Du-han                               | -                        |                                                                                        |
| 1974 | Pupils of the Evil                                       | -                        |                                                                                        |
| 1974 | The Land                                                 | -                        | junto a Kim Ji-mee, Heo Jang-kang y Kim Hee-ra                                         |
| 1974 | You and I, and Another                                   | -                        |                                                                                        |
| 1974 | Special Investigation Bureau: The Life of Miss Kim Su-im | -                        |                                                                                        |
| 1974 | A Blind Swordsman                                        | -                        |                                                                                        |
| 1974 | Reminiscences                                            | -                        |                                                                                        |
| 1974 | A Horrible Breath                                        | -                        |                                                                                        |
| 1974 | Lee Jung-seob, a Painter                                 | -                        |                                                                                        |
| 1974 | An Inmate                                                | -                        |                                                                                        |
| 1974 | Dangerous Relations                                      | -                        |                                                                                        |
| 1974 | Yeonhwa 2                                                | -                        |                                                                                        |
| 1974 | Yeonhwa                                                  | -                        |                                                                                        |
| 1973 | Testimony                                                | -                        |                                                                                        |
| 1973 | Special Investigation Bureau: Bae Tae-ok Case            | -                        |                                                                                        |
| 1972 | A Judge's Wife                                           | -                        |                                                                                        |
| 1972 | A Woman in a Mud Flat                                    | -                        |                                                                                        |
| 1972 | Girls' High School Days                                  | -                        |                                                                                        |
| 1972 | Two Sons Crying for Their Mother's Love                  | -                        |                                                                                        |
| 1971 | My Older Brother (Sequel)                                | -                        |                                                                                        |
| 1971 | Bun-rye's Story                                          | -                        | junto a Yoon Jeong-hee, Heo Jang-kang, Choi Nam-Hyun y Ju Jeung-ryu                    |
| 1971 | I Want to Be in Your Arms Again                          | -                        |                                                                                        |
| 1971 | The First Love                                           | -                        |                                                                                        |
| 1971 | A Family of Brother and Sister                           | -                        |                                                                                        |
| 1971 | Darling, I'm Sorry                                       | -                        |                                                                                        |
| 1970 | Eight Daughters-in-law                                   | -                        |                                                                                        |
| 1970 | A Woman's Battleground                                   | -                        |                                                                                        |
| 1970 | Underground Women's College                              | -                        |                                                                                        |
| 1970 | When We Have Hatred                                      | -                        |                                                                                        |
| 1970 | Father-in-law                                            | -                        |                                                                                        |
| 1970 | If There Were No Parting Again                           | -                        |                                                                                        |
| 1970 | My Life in Your Heart                                    | -                        |                                                                                        |
| 1970 | Turtle                                                   | -                        |                                                                                        |
| 1970 | Please Turn Off the Light                                | -                        |                                                                                        |
| 1970 | Twisted Fate of a Man                                    | -                        |                                                                                        |
| 1970 | Great King Sejo                                          | -                        |                                                                                        |
| 1970 | House of a Stranger                                      | -                        |                                                                                        |
| 1969 | Evil Person                                              | -                        |                                                                                        |
| 1969 | Regret                                                   | -                        |                                                                                        |
| 1969 | Forget-me-not                                            | -                        |                                                                                        |
| 1969 | Invisible Man                                            | -                        |                                                                                        |
| 1969 | Wound                                                    | -                        |                                                                                        |
| 1969 | Wild Girl                                                | -                        |                                                                                        |
| 1969 | Lost Love                                                | -                        |                                                                                        |
| 1969 | Sahwa Mountain                                           | -                        |                                                                                        |
| 1969 | Temporary Government in Shanghai                         | -                        |                                                                                        |
| 1969 | Flower Sandals                                           | -                        |                                                                                        |
| 1969 | For Once in a Lifetime                                   | -                        |                                                                                        |
| 1969 | A Returned Singer                                        | -                        |                                                                                        |
| 1969 | Cruel Revenge                                            | -                        |                                                                                        |
| 1969 | Wind                                                     | -                        |                                                                                        |
| 1969 | 7 People in the Cellar                                   | Investigador Jeong       |                                                                                        |
| 1969 | Devoting the Youth                                       | -                        |                                                                                        |
| 1969 | Lady Hong                                                | -                        | junto a Moon Hee y Sa Mi-ja                                                            |
| 1969 | Brother                                                  | -                        |                                                                                        |
| 1969 | Chunwon Igwangsu                                         | Lee Kwang-su (de joven)  |                                                                                        |
| 1969 | First Night                                              | -                        |                                                                                        |
| 1969 | Yun Sim-deok                                             | -                        |                                                                                        |
| 1969 | Jang Nok-su                                              | -                        |                                                                                        |
| 1969 | The Saint and the Witch                                  | -                        |                                                                                        |
| 1969 | Escaping Shanghai                                        | -                        |                                                                                        |
| 1969 | Starting Point                                           | -                        |                                                                                        |
| 1969 | Snowy Night                                              | -                        |                                                                                        |
| 1969 | Sky and Star                                             | -                        |                                                                                        |
| 1968 | Quick Ladder of Success                                  | -                        |                                                                                        |
| 1968 | Autumn Love                                              | -                        |                                                                                        |
| 1968 | Labyrinth                                                | -                        |                                                                                        |
| 1968 | Daughter                                                 | -                        |                                                                                        |
| 1968 | Lady in Dream                                            | -                        |                                                                                        |
| 1968 | Snow Lady                                                | -                        |                                                                                        |
| 1968 | Secret Order                                             | -                        |                                                                                        |
| 1968 | Trees Stand on Slope                                     | Shin Hyun-tae            |                                                                                        |
| 1968 | Cloud                                                    | -                        |                                                                                        |
| 1968 | Ghost Story                                              | -                        |                                                                                        |
| 1968 | Salt Pond                                                | -                        |                                                                                        |
| 1968 | I Won't Hate You                                         | -                        |                                                                                        |
| 1968 | The Sister's Diary                                       | -                        |                                                                                        |
| 1968 | Love                                                     | -                        |                                                                                        |
| 1968 | Remarriage                                               | -                        |                                                                                        |
| 1968 | A Police Note                                            | -                        |                                                                                        |
| 1968 | A Solar Eclipse                                          | -                        |                                                                                        |
| 1968 | The Eternal Motherhood                                   | -                        |                                                                                        |
| 1968 | Pure Love                                                | -                        |                                                                                        |
| 1968 | Sun-deok                                                 | -                        |                                                                                        |
| 1968 | Madame Anemone                                           | -                        |                                                                                        |
| 1968 | Trumpet in Night Sky                                     | -                        |                                                                                        |
| 1968 | Romance Mama                                             | -                        |                                                                                        |
| 1968 | A Great Hero, Kim Seon-dal                               | -                        |                                                                                        |
| 1968 | Where is He Now                                          | -                        |                                                                                        |
| 1967 | Guests Who Arrived on the Last Train                     | -                        | junto a Moon Hee, Nam Jeong-im, Kim Seong-ok y Ahn In-sook                             |
| 1967 | A King's Command                                         | -                        |                                                                                        |
| 1967 | The Freezing Point                                       | -                        |                                                                                        |
| 1967 | Madam of Myeong-wol Kwan                                 | -                        |                                                                                        |
| 1967 | Nostalgia                                                | -                        |                                                                                        |
| 1967 | Dongsimcho                                               | -                        |                                                                                        |
| 1967 | I Hate Men                                               | -                        |                                                                                        |
| 1967 | A Traveling King                                         | -                        |                                                                                        |
| 1967 | Whistle                                                  | -                        |                                                                                        |
| 1967 | Is Wild Apricot an Apricot?                              | -                        |                                                                                        |
| 1967 | The Hateful King                                         | -                        |                                                                                        |
| 1967 | Bobbed Hair                                              | -                        |                                                                                        |
| 1967 | Yongary, Monster From The Deep                           | -                        |                                                                                        |
| 1967 | When Bucketwheat Flowers Blossom                         | -                        |                                                                                        |
| 1967 | A Regret                                                 | -                        |                                                                                        |
| 1967 | The White Crow                                           | -                        |                                                                                        |
| 1967 | A Deviation                                              | -                        |                                                                                        |
| 1967 | Others                                                   | -                        |                                                                                        |
| 1967 | A Virtuous Woman                                         | -                        |                                                                                        |
| 1967 | Lingering Attachment                                     | -                        |                                                                                        |
| 1967 | The Queen Moonjeong                                      | -                        |                                                                                        |
| 1967 | A Child Who Was Born in the Year of Liberation           | -                        |                                                                                        |
| 1967 | Traces                                                   | -                        |                                                                                        |
| 1967 | A Misty Grassland                                        | -                        |                                                                                        |
| 1966 | Gunsmoke                                                 | Lee Sung-hoon            |                                                                                        |
| 1966 | The Dead and the Alive                                   | -                        |                                                                                        |
| 1966 | I Will Be a King for the Day                             | -                        |                                                                                        |
| 1966 | The Life of Na Woon-gyu                                  | -                        | junto a Choi Moo-ryong, Park Am, Um Aing-ran, Kim Ji-mee y Jo Mi-ryeong                |
| 1966 | Terminal                                                 | -                        |                                                                                        |
| 1965 | No Response at Night                                     | -                        |                                                                                        |

### Doblaje
| Año  | Título | Personaje         | Notas             |
| ---- | ------ | ----------------- | ----------------- |
| 2009 | Up     | Carl Fredericksen | (doblaje coreano) |

### Programas de variedades
| Año               | Título                                           | Notas                                            |
| ----------------- | ------------------------------------------------ | ------------------------------------------------ |
| 2021              | My Little Old Boy (My Ugly Duckling)             | (ep. #225) - invitado                            |
| 2020              | Knowing Bros (Ask Us Anything)                   | (ep. #258) - invitado especial                   |
| 2020              | TV of Love                                       | invitado                                         |
| 2019              | Video Star                                       | (ep. #161) - invitado                            |
| 2018              | Life Bar                                         | (ep. #88) - invitado                             |
| 2018              | Master in the House                              | (ep. #48-49) - invitado                          |
| 2017              | Idol School                                      | narrador / miembro                               |
| 2017              | Same Bed, Different Dreams 2: You Are My Destiny | invitado                                         |
| 2014              | I Live Alone                                     | (ep. #61) - invitado                             |
| 2014              | Three Meals a Day: Jeongseon Village 1           | (ep. #8) - invitado                              |
| 2014              | Roommate Season 2                                | (ep. #26) - invitado                             |
| 2014, 2019        | Happy Together Season 4 Happy Together Season 3  | (ep. #584, 618) - invitado (ep. #363) - invitado |
| 2013 - 2015, 2018 | Grandpas Over Flowers                            | miembro                                          |
| 2011              | Star Lecture                                     | [ 45 ] [ 46 ]                                    |
| 2010              | 연대기 - 100인의 전설                            | presentador                                      |
| -                 | Live Talk Show Taxi (Taxi)                       | (ep. #103, 296) - invitado                       |
| -                 | Screening Humanity                               | invitado                                         |

### Presentador
| Año  | Evento                | Notas                                                                                                 |
| ---- | --------------------- | --- |
| 2018 | 2018 SBS Drama Awards | junto a Bae Suzy - (copresentadores de la categoría "Top Excellence Award in a Monday-Tuesday Drama") |
| 2017 | 2017 MBC Drama Awards | (presentador de la categoría "Drama of the Year")                                                     |

### Programas de radio
| Año  | Título                       | Estación | Notas    |
| ---- | ---------------------------- | -------- | -------- |
| 2018 | Park Joong-hoon's Radio Star | KBS 2TV  | invitado |

## Teatro

### Obras
| Año               | Título                                        | Personaje          | Notas                                  |
| ----------------- | --------------------------------------------- | ------------------ | -------------------------------------- |
| 2015              | Drifting People (유민가)                      | Un-je              |                                        |
| 2014, 2015        | On Golden Pond (황금연못)                     | Norman Thayer      |                                        |
| 2014              | Love Tune (사랑별곡)                          | Mr. Park           | junto a Song Young-chang y Go Doo-shim |
| 2012, 2013        | Father (아버지)                               | Willy Loman        | [ 49 ]                                 |
| 2012              | White Neutral Nation (하얀 중립국)            | -                  |                                        |
| 2012              | 하얀 중립국                                   | Sacerdote          |                                        |
| 2010 - 2011, 2012 | Don Quixote (돈키호테)                        | Don Quijote        | [ 50 ]                                 |
| 2008              | A Life in the Theatre (라이프 인 더 씨어터)   | Robert             |                                        |
| 2006 - 2007       | The Odd Couple (늙은 부부 이야기)             | Park Dong-man      |                                        |
| -                 | Cyrano (시라노)                               | Cyrano de Bergerac |                                        |
| -                 | Beckett (베케트)                              | -                  |                                        |
| -                 | The Taming of the Shrew (말괄량이 길들이기)   | -                  |                                        |
| -                 | Look Homeward, Angel (천사여 고향을 돌아보라) | -                  |                                        |

### Director
| Año  | Título                       | Notas            |
| ---- | ---------------------------- | ---------------- |
| 2015 | The Hague 1907 (헤이그 1907) | (obra de teatro) |
| 2013 | Sooni's Uncle (순이 삼촌)    | (obra de teatro) |

### Productor
| Año  | Título              | Notas            |
| ---- | ------------------- | ---------------- |
| 2013 | The Crucible (시련) | (obra de teatro) |

## Reunión con fans
En 2019 realizó su primera reunión con fans en 63 años en Busan. Durante la primera mitad del evento firmó autógrafos seguido de una conferencia de tutoría donde compartió sus consejos a largo plazo sobre la actuación.

## Premios y nominaciones
En 2007 fue uno de los ganadores durante el 41st Tax Payer's Day, donde recibió una distinción dada por la Oficina de Impuestos del Distrito de Dongdaemun.
En 2013 fue uno de los nueve veteranos artistas que fueron invitados a un almuerzo en el restaurante Korea House en Pil-dong, en el centro de Seúl por Yoo Jin-ryong, el ministro de Cultura, Deportes y Turismo de Corea del Sur para rendirles homenaje por su dedicación al hallyu o la ola coreana.
En 2012 obtuvo la corona preciosa de la Orden de Mérito Cultural de Bogwan 3.ª clase y en 2018 obtuvo la corona de plata del Orden de Mérito Cultural de Eungwan 2.ª clase.
| Año  | Categoría                                                       | Premio                                                      | Trabajo                    | Resultado |
| ---- | --------------------------------------------------------------- | ----------------------------------------------------------- | -------------------------- | --------- |
| 2019 | Acting Achievement Award                                        | 39th Golden Cinema Film Festival                            | -                          | Ganó      |
| 2018 | Best Actor                                                      | 2018 Korea Best Star Award                                  | Stand By Me                | Ganó      |
| 2016 | Variety Icon (junto a Shin Goo, Park Geun-hyung y Baek Il-seob) | tvN10 Award                                                 | Grandpas Over Flowers      | Ganaron   |
| 2015 | Best Theater Actor                                              | 10th Golden Tickets Award                                   | -                          | Ganó      |
| 2012 | Lifetime Achievement Award                                      | 1st K-Drama Star Award                                      | High Kick Through The Roof | Ganó      |
| 2012 | Lifetime Achievement Award                                      | 1st K-Drama Star Award                                      | Good Morning President     | Ganó      |
| 2011 | Best Actor                                                      | 48th Grand Bell Award (Daejong Film Award)                  | Late Blossom               | Nominado  |
| 2011 | Best Actor, International Film Category                         | 20th China Golden Rooster and Hundred Flowers Film Festival | Late Blossom               | Ganó      |
| 2011 | Special Award, Cultural CEO Category                            | Korean CEO Grand Prix                                       | -                          | Ganó      |
| 2010 | Grand Prize/Daesang, Cultural Artist Category                   | 1st Seoul Art & Culture Award                               | -                          | Ganó      |
| 2009 | Lifetime Achievement Award                                      | MBC Entertainment Award                                     | High Kick Through The Roof | Ganó      |
| 2009 | Lifetime Achievement Award                                      | 45th Baeksang Arts Award                                    | -                          | Ganó      |
| 2009 | People Who Brightened Our World                                 | 5th Korea Green Foundation                                  | -                          | Ganó      |
| 2008 | PD Award                                                        | MBC Drama Award                                             | Beethoven Virus            | Ganó      |
| 2008 | Top Excellence Award, Actor                                     | KBS Drama Award                                             | Mom's Dead Upset           | Nominado  |
| 2008 | Best Couple Award (junto a Jo Yang-ja)                          | KBS Drama Award                                             | Mom's Dead Upset           | Nominados |
| 2008 | 대중예술대상                                                    | 6th 인물대상                                                | -                          | Ganó      |
| 2007 | Golden Acting Award, Actor in a Historical Drama                | MBC Drama Award                                             | Yi San                     | Ganó      |
| 2007 | Grand Prize/Daesang                                             | 7th MBC Entertainment Award                                 | High Kick!                 | Ganó      |
| 2007 | Achievement Award                                               | 1st Korea Drama Award                                       | High Kick!                 | Ganó      |
| 2007 | Best Casting                                                    | 1st Mnet 20's Choice Award                                  | High Kick!                 | Ganó      |
| 2007 | Photogenic Award                                                | 8th Korea Visual Arts Award                                 | High Kick!                 | Ganó      |
| 2004 | Best Actor in a Serial Drama                                    | SBS Drama Award                                             | The Land                   | Ganó      |
| 2003 | Special Acting Award, Actor in a Serial Drama                   | SBS Drama Award                                             | Ugly Alert                 | Nominado  |
| 2002 | -                                                               | MBC Hall of Fame                                            | -                          | Ganó      |
| 2000 | Achievement Award                                               | SBS Drama Award                                             | I Want to Keep Seeing You  | Ganó      |
| 2000 | Achievement Award                                               | SBS Drama Award                                             | The Aspen Tree             | Ganó      |
| 1984 | Excellence Award                                                | KBS Drama Award                                             | 겨울에 심은 나무           | Ganó      |
| 1982 | Excellence Award in TV                                          | 9th Korea Broadcasting Award                                | Crisis                     | Ganó      |
| 1979 | Distinguished Service Award                                     | TBC Drama Award                                             | -                          | Ganó      |
| 1977 | Best Film Actor                                                 | 13th Baeksang Arts Award                                    | Concentration of Attention | Ganó      |
| 1974 | Grand Prize/Daesang                                             | TBC Drama Award                                             | 연화, 사나이들             | Ganó      |
| 1972 | Best Actor                                                      | 15th Buil Film Award                                        | Bun-Rye's Story            | Ganó      |
| 1966 | Best Theater Actor                                              | 2nd Baeksang Arts Award                                     | Look Homeward, Angel       | Ganó      |